# Сове, Поль
Жозеф-Миньо-Поль Сове (фр. Joseph-Mignault-Paul Sauvé; 24 марта 1907, Сен-Бенуа, Квебек — 2 января 1960, Сент-Эсташ, там же) — квебекский юрист, участник Второй мировой войны, премьер-министр Квебека в 1959—1960 годах, инициатор «ста дней Поля Сове» — реформ, положивших начало «тихой революции».

## Биография
Родился в семье журналиста и политика Артюра Сове, который в 1916—1929 гг. возглавлял Консервативную партию Квебека, позднее был Генеральным почтмейстером Канады, и Мари-Луизы Ляшен. В 1923 году его семья переехала в г. Сент-Эсташ, где он поступил в Семинарию Св. Терезы, откуда позднее перевёлся в Колледж Св. Марии в Монреале, который окончил в 1927 году. Затем Сове изучал право в Монреальском университете, и был принят в коллегию адвокатов 8 июля 1930 года.

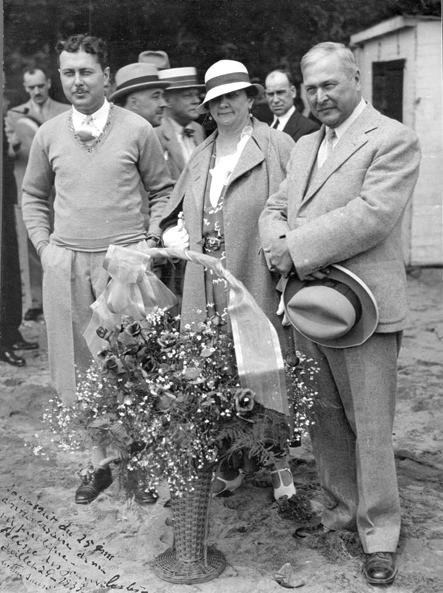
Артюр Сове (справа), его супруга Мари-Луиза Ляшен (в центре) и их сын Поль Сове (слева). 1933 год

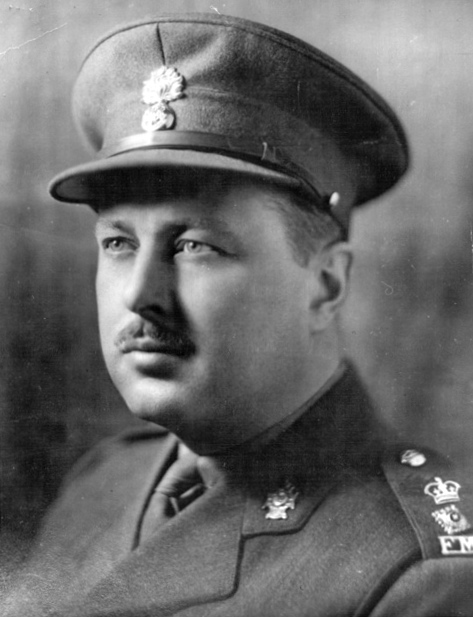
Майор Поль Сове. 1943 год

В 1930 году Поль Сове сменил своего отца в качестве депутата Законодательного собрания Квебека от избирательного округа Дё-Монтань. В парламенте провинции стал самым молодым депутатом. Он утратил депутатское кресло в 1935 году, но вновь вернул его в 1936 году. В том же 1936 году 29-летний Сове был избран спикером Законодательного собрания.
В 1936 году женился на Люс Пеллан. У супругов родились трое детей: Люс-Поль (1937), Пьер (1938) и Жинетт (1944).
Когда в 1939 году Канада вступила во Вторую мировую войну, Поль Сове вступил в пехотный полк Мон-Рояль, в резерве которого он числился, и принимал участие в высадке в Нормандии. В 1945 году он вернулся в Канаду и возобновил службу в правительстве Квебека. В 1946 году был назначен министром только что образованного министерства социального обеспечения и молодёжи.
В правительстве Сове занимал самостоятельную позицию, выдерживая давление авторитарного премьер-министра Мориса Дюплесси, кабинет которого журналисты прозвали кабинетом «да-людей».
Когда 7 сентября 1959 года Морис Дюплесси умер, Сове сменил его на посту лидера партии Национальный союз и премьер-министра Квебека, сохранив при этом посты министра социального обеспечения и молодёжи. Став премьером, Сове провозгласил политику радикальных перемен в Квебеке. В течение 112 дней своего правления он пересмотрел многие традиции эпохи Дюплесси.
Прежде всего Сове начал образовательную реформу, выведшую образование из-под влияния церкви. Сове, однако, не вёл прямых нападок на церковь, а начал переговоры с тем, чтобы Квебеку были возмещены деньги, которые правительство Оттавы выделяло на высшее образование, однако фактически они до тех пор шли в руки негосударственных (в основном католических) образовательных учреждений.
По вопросу о канадском федерализме правительство Сове считало, что политика федеральных грантов университетам посягала на полномочия провинций, данные им в рамках Акта о Британской Северной Америке 1867 года. Раздавались требования о возврате провинции налога на провинциальное университетское образование.
Правительство Сове также намеревалось провести подробное изучение федерального законодательства, касавшегося федеральной системы больничного страхования с тем, чтобы адаптировать её к условиям Квебека.
Сове умер на Новый 1960 год от сердечного приступа. Смерть внесла сумятицу в ряды соратников, однако начатые им реформы были продолжены пришедшими к власти либералами, при которых началась «тихая революция».

## Память
В честь Поля Сове названы:
- Арена Поля Сове[англ.] в Монреале.
- провинциальный избирательный округ Сове[англ.], существовавший в 1972-2003 годах и охватывавший часть Северного Монреаля. С 2003 года ему на смену пришёл избирательный округ Бурасса-Сове[англ.].
- начальная школа в городе Дё-Монтань[3].

## Комментарии
1. ↑  Артюр Сове ушёл в отставку из квебекского парламента после того, как был избран членом федеральной Палаты общин